# Tipitaka

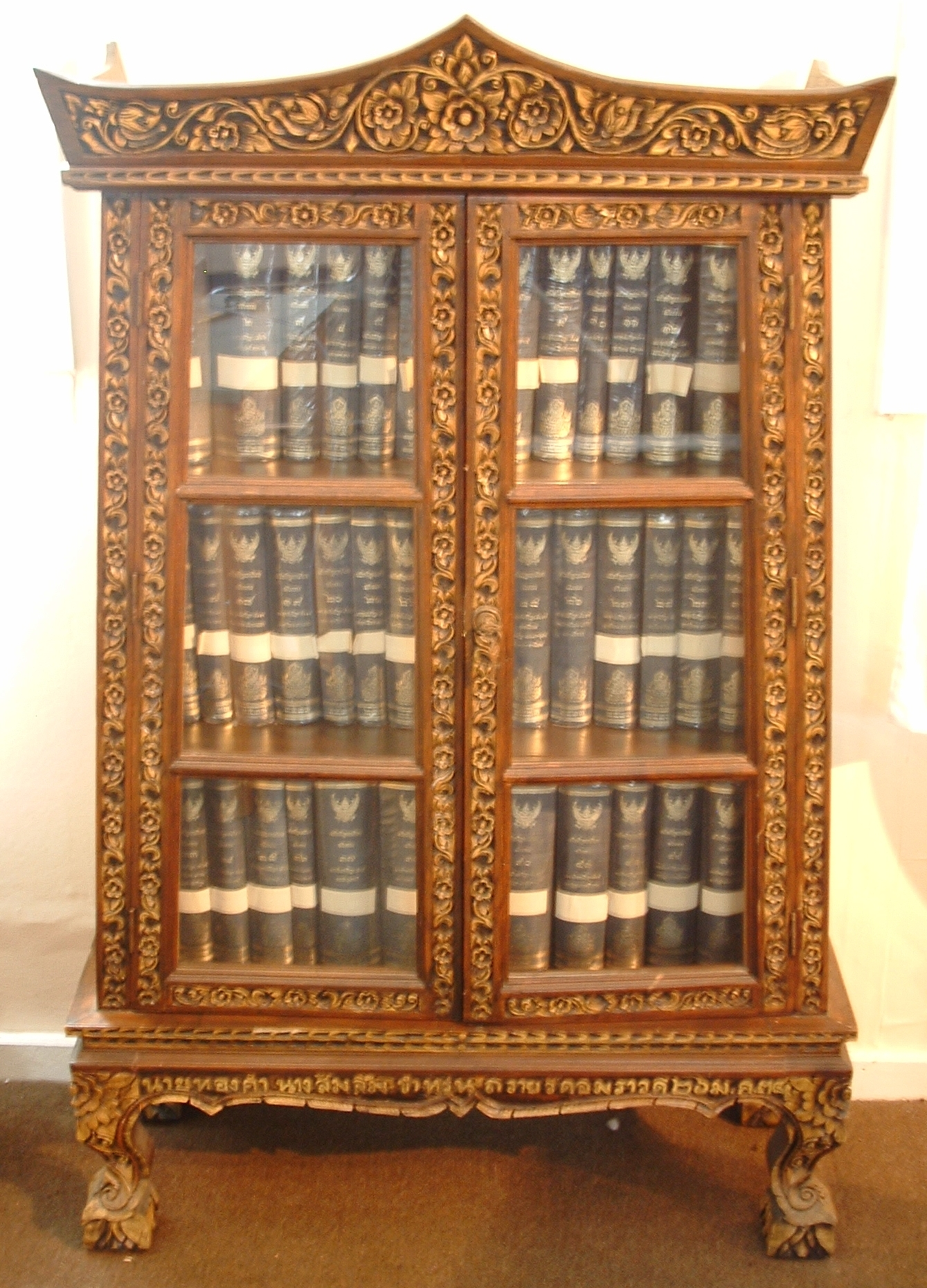
Tipitaka

Tipitaka – zbiór nauk buddyjskich, spisany w języku palijskim. Tipitaka nazywana jest kanonem palijskim, składa się z trzech części – koszy (w Polsce spotyka się określenie „Trójkosz”):
- Vinaja Pitaka – Kosz reguł zakonnych,
- Sutta Pitaka – Kosz nauk (sutt),
- Abhidhamma Pitaka – Kosz dodatkowej nauki (abhidhammy) – zawiera dodatkowe objaśnienia i teksty filozoficzne.

Kanon palijski obejmuje religijne teksty – sutty – obowiązujące we wczesnych szkołach buddyjskich tradycji sthaviravady. Każda szkoła sthaviravady, a było ich ok. 30, posiadała własny zbiór sutt. Choć wiele tekstów było wspólnych, to w zależności od wyznawanych poglądów szkoły odrzucały niektóre sutty jako nieautentyczne (zwłaszcza te, które później weszły w skład Abhidhamma Pitaki). Do naszych czasów dotrwała tylko jedna szkoła sthaviravady – theravada, a wraz z nią cały jej kanon oraz resztki zbiorów pozostałych szkół.

## Nazwa
Nazwa „Ti. pitaka” (pali) bądź „Tri. pitaka” (sanskryt) tłumaczy się na polskie „Trzy kosze” bądź „Trój-kosz” i dotyczy tzw. Kanonu palijskiego, tj. zbioru świętych tekstów tradycji theravady. Obie nazwy oznaczają dokładnie to samo, ale nie zawsze opisują precyzyjnie ten sam zbiór tekstów. Dzieje się tak dlatego, że nowe szkoły buddyjskie powstając zazwyczaj dokonują własnego wyboru tekstów bądź wręcz sporządzają swoje własne. Nazewnictwo tak sporządzonych zbiorów nie jest skrępowane ani regulowane żadnymi zasadami i nic nie stoi na przeszkodzie, aby nowe zbiory pism nazywać Trój-koszem w dowolnym języku.

## Zawartość kanonu palijskiego
1. Winaja Pitaka (Kosz Dyscypliny) – zbiór zasad życia zakonnego (sanghi) dla mnichów (bhikku) i mniszek (bhikkuni). Składa się z dwóch części:
  1. Suttavibhanga – zawiera przede wszystkim podstawowe zasady życia mnichów i mniszek; zasady te zostały zebrane w rozdziale nazwanym Patimokkha, w którym wyszczególniono 277 reguł dotyczących mnichów, oraz 311 dotyczących mniszek (te liczby mogą być nieco inne w zależności od źródeł).
  2. Khandhaka
    1. Mahavagga – zawiera mowy Buddy, wygłoszone niedługo po osiągnięciu oświecenia do pięciu [pierwszych] uczniów; zawiera także opowieści o ich drodze do stanu oświecenia.
    2. Cullavagga – zawiera zasady etyczne i obowiązki dotyczące mnichów, sposoby postępowania w przypadku agresji wewnątrz sanghi, a także opowieść o powstaniu pierwszego zgromadzenia mniszek.
    3. Parivara – podsumowanie oraz rozszerzenie i uściślenie dwóch wcześniejszych podrozdziałów.
2. Sutta Pitaka (Kosz Sutt, zobacz Sutra) – zawiera ponad 10 tysięcy sutr i dyskursów, które wygłosił Budda do swoich najbliższych uczniów. Sutta Pitaka jest podzielona na pięć części (nikaya):
  1. Digha Nikaya (digha = długi) – zawiera 34 „długie” sutty.
  2. Majjhima Nikaya (majjhima = średni) – zawiera 152 sutty o różnej długości.
  3. Samyutta Nikaya – zawiera zbiór (samyutta = grupa lub zbiór) dyskursów, w skład którego wchodzi 2889 krótkich sutt, które są z kolei podzielone na 56 grup.
  4. Anguttara Nikaya – zawiera zbiór „pomocniczych” sutr, zawierających szczegółowe wyjaśnienia Dharmy (pali Dhamma, nauki buddyjskie). Zostały pogrupowane w nipaty w zależności od tego ile elementów doktryny zostało w danej sutrze poruszone. I tak w Eka-nipata (Zbiór „pojedynczych”) zawiera sutry omawiające po jednym elemencie Dharmy, Duka-nipata (Zbiór „podwójnych”) zawiera sutry omawiające dwa elementy Dharmy itd.
  5. Khuddaka Nikaya („Zbiór krótkich ksiąg”) – zawiera piętnaście ksiąg średniej długości, między innymi Dhammapadę.
3. Abhidhamma Pitaka – zawiera teksty dotyczące filozoficznych aspektów Dharmy, zgodnie z tradycją[jaką?] tezy w niej zawarte zostały sformułowane przez Buddę kilka tygodni (ok. czterech do siedmiu) po osiągnięciu przezeń oświecenia. Składa się z siedmiu rozdziałów, ale uważa się, że pierwszy i ostatni są najważniejsze.
  1. Dhammasangani („Wyliczenie zjawisk”) – zawiera wykaz wszystkich podstawowych zjawisk (paramattha dhamma) jakie można spotkać w tym świecie.
  2. Vibhanga – kontynuacja wcześniejszego rozdziału, zapisana w bardziej zwartej formie.
  3. Dhatukatha – wyjaśnienie dwóch wcześniejszych rozdziałów w formie pytań i odpowiedzi.
  4. Puggalapannatti – zawiera opis różnych ludzkich charakterów.
  5. Kathavatthu – spisane przez Moggaliputta Tissa w trzecim wieku przed naszą erą wyjaśnienia do kontrowersyjnych punktów doktryny buddyjskiej.
  6. Yamaka – zawiera logiczną analizę wielu spośród zaprezentowanych w Abhidhammie koncepcji.
  7. Patthana – najdłuższa księga w Tipitace (w jednym z wydań ponad 6 tysięcy stron), w której opisano prawa (paccayas) rządzące światem, które bezpośrednio oddziałują na dhammy (opisane w pierwszym rozdziale, Dhammasangani).

## Historia powstania Tipitaki według therawady

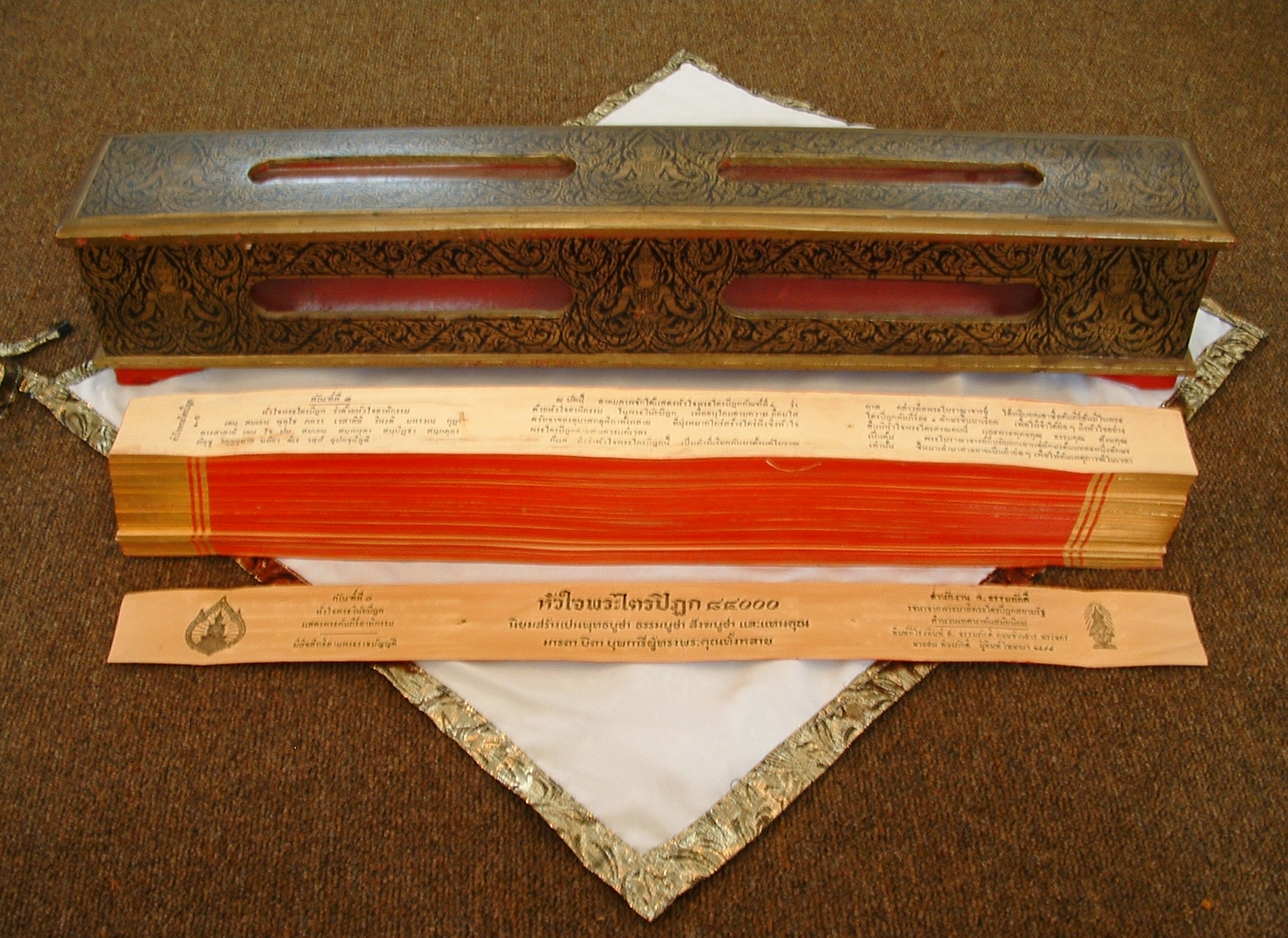
Manuskrypt buddyjski w języku palijskim: Tipitaka

Pierwsze zebranie uczniów Buddy odbyło się w porze deszczowej, tuż po parinirwanie Buddy (ok. 480 r. p.n.e.). Miejscem zebrania była miejscowość Rajagaha (w Indiach), uczestniczyło w nim 500 mnichów, którym przewodniczył Mahakaśjapa. Celem zgromadzenia była recytacja nauk Buddy, które ten wygłosił w ciągu 45 lat nauczania. Mnich Upali wyrecytował Vinaja (wskazania), które zostały zaakceptowane i przyjęto nazywać je Vinaja Pitaka (pitaka – kosz). Mnich Ananda, kuzyn Buddy, wyrecytował Dhamme (skt. Dharma, nauki, dyskursy), którą również zaakceptowano i nadano nazwę Sutta Pitaka.
100 lat po Pierwszym Soborze (ok. 380 r. p.n.e.) został zwołany kolejny, w miejscowości Vesali, podczas którego zebrało się około siedmiuset mnichów. Tym razem celem zebrania było przedyskutowanie kontrowersyjnych punktów Vinaja Pitaka. Miała wówczas miejsce pierwsza schizma, podczas której część mnichów (odłam mahasanghika) odrzuciła Vinaja i Sutta jako ostateczne nauki Buddy. Można uznać to za początek buddyzmu mahajany.
W 250 roku przed naszą erą indyjski król Asioka zwołał w Pataliputra Trzeci Sobór (podczas dyskusji nad doktryną doszło do rozłamu). Wyrecytowana została Abhidhamma Pitaka oraz dodatkowe rozdziały Privara do Vinaja i Apanda do Sutta. Ten sam król, 3 lata później, wysłał swojego syna Mihindę oraz córkę Sanghamitta na Cejlon (obecnie Sri Lanka), by rozpropagowali tam buddyzm. Misja była skuteczna, wkrótce buddyzm stał się na Sri Lance popularną religią. Tam też miał miejsce Czwarty Sobór (według tradycji Therawady), zwołany przez króla Vattagamani, podczas którego pięciuset recytatorów i skrybów spisało w języku pali, na liściach palmowych (co odpowiada ok. 12 tysiącom stron), nauki Vinaja, Sutta i Abhidhamma.
Ponieważ spis obejmował trzy (ti) kosze (pitaka), został nazwany Tipitaką.
Na podstawie  (strona zawiera wiele sutr w języku angielskim) oraz innych źródeł.